# 安格爾 (亞利桑那州)
安格爾（英語：Angell）是位於美國亞利桑那州可可尼諾縣的一個非建制地區。該地的面積和人口皆未知。

## 地理
安格爾的座標為35°11′44″N 111°18′15″W / 35.19556°N 111.30417°W，而該地的平均海拔高度為1802米（即5912英尺）。